# Алі Жерба
Алі Нгон Жерба (англ. Ali Ngon Gerba; нар. 4 вересня 1981, Яунде, Камерун) — колишній канадський футболіст камерунського походження, нападник, відомий за виступами за «Монреаль Імпакт» і збірну Канади.

## Клубна кар'єра
Алі народився в Камеруні, але у віці 12 років з батьками перебрався до Канади, де займався футболом у різних школах Квабеку. Жерба почав кар'єру в «Монреаль Імпакт». У своєму першому сезоні він забив шість м'ячів і віддав дві гольові передачі, що стало рекордом для новачка в першому сезоні.
У 2001 році Алі перейшов в американський «Маямі Ф'южн», але в цьому ж році команда була розформована і Жерба приєднався до клубу USL «Піттсбург Рівергаундз». Через рік він перейшов в «Торонто Лінкс».
У 2005 році Алі підписав контракт з шведським клубом «Сундсвалль». В одинадцяти матчах Аллсвенскан-ліги він забив шість м'ячів, але це не допомогло і команда вилетіла в Супереттан. Жерба залишився в Швеції і приєднався до «Гетеборга». За новий клуб він не зміг показати колишньої результативності, жодного разу не вразивши ворота суперників. У тому ж році Алі на правах оренди перейшов в норвезький «Одд», а потім у данський «Горсенс».
Після непоганої результативності в данській Суперлізі, на початку 2008 року Жерба підписав короткостроковий контракт з німецьким клубом «Інгольштадт 04». Влітку він покинув команду незважаючи на відмінну результативність. Його новим клубом став англійський «Мілтон Кінз Донз». 20 вересня в матчі проти «Колчестер Юнайтед» Жерба дебютував у Першій англійській лізі. 27 вересня в поєдинку проти «Петерборо Юнайтед» Алі забив свій перший гол за «МК Донс».
У 2009 році він повернувся в Канаду, підписавши угоду в «Торонто». 26 липня в матчі проти «Коламбус Крю» Алі дебютував за нову команду. У цьому ж поєдинку він забив свій перший гол за «Торонто».
У 2010 році Жерба повернувся в «Монреаль Імпакт», в якому по закінченні сезону завершив кар'єру.

## Міжнародна кар'єра
В липні 2005 року в товариському матчі проти збірної Гондурасу Жерба дебютував за збірну Канади. У тому ж році в складі збірної Алі потрапив в заявку на участь в Золотому Кубку КОНКАКАФ. На турнірі він зіграв у матчах проти Коста-Рики, США і Куби. У поєдинку проти кубинців Жерба забив свій перший гол за національну команду.
У 2007 році Алі допоміг збірній завоювати срібні медалі Золотого кубка КОНКАКАФ. На турнірі він зіграв проти Коста-Рики, Гваделупи, Гватемали і США. В поєдинках проти гваделупців і гватемальців Жерба забив три голи.
У 2009 році Алі втретє взяв участь в Золотому кубку КОНКАКАФ. На турнірі він взяв участь в матчах проти збірних Сальвадору, Ямайки, Коста-Рики і Гондурасу. В поєдинках проти ямайців і сальвадорців Жерба забив по голу, які стали його останніми за збірну.
У 2011 році Алі вчетверте і востаннє потрапив в заявку на участь в Золотому кубку КОНКАКАФ. На турнірі він взяв участь в матчах проти збірних США і Гваделупи.

### Голи за збірну Канади
| #   | Дата            | Місце                                                   | Суперник                 | Рахунок | Результат | Турнір                      |
| --- | --------------- | ------------------------------------------------------- | ------------------------ | ------- | --------- | --------------------------- |
| 01. | 12 липня 2005   | Жилетт Стедіум, Фоксборо, США                           | Куба                     | 1:0     | 2:1       | Золотий кубок КОНКАКАФ 2005 |
| 02. | 1 червня 2007   | Хосе Паченчо Ромеро, Маракайбо, Венесуела               | Венесуела                | 2:1     | 2:2       | Товариський матч            |
| 03. | 9 червня 2007   | Маямі Оранж Боул, Маямі, США                            | Гваделупа                | 1:1     | 1:2       | Золотий кубок КОНКАКАФ 2007 |
| 04. | 16 червня 2007  | Жилетт Стедіум, Фоксборо, США                           | Гватемала                | 2:0     | 3:0       | Золотий кубок КОНКАКАФ 2007 |
| 05. | 16 червня 2007  | Жилетт Стедіум, Фоксборо, США                           | Гватемала                | 3:0     | 3:0       | Золотий кубок КОНКАКАФ 2007 |
| 06. | 15 червня 2008  | Арнос Вейл Стедіум, Кінгстаун, Сент-Вінсент і Гренадини | Сент-Вінсент і Гренадини | 0:2     | 0:3       | Кваліфікація на ЧС-2010     |
| 07. | 15 червня 2008  | Арнос Вейл Стедіум, Кінгстаун, Сент-Вінсент і Гренадини | Сент-Вінсент і Гренадини | 0:3     | 0:3       | Кваліфікація на ЧС-2010     |
| 08. | 20 червня 2008  | Стад Сапуто, Монреаль, Канада                           | Сент-Вінсент і Гренадини | 2:0     | 4:1       | Кваліфікація на ЧС-2010     |
| 09. | 20 червня 2008  | Стад Сапуто, Монреаль, Канада                           | Сент-Вінсент і Гренадини | 4:0     | 4:1       | Кваліфікація на ЧС-2010     |
| 10. | 10 вересня 2008 | Віктор Мануель Рейна, Тустла-Ґутьєррес, Мексика         | Мексика                  | 2:1     | 2:1       | Кваліфікація на ЧС-2010     |
| 11. | 15 жовтня 2008  | Стадіон Співдружності, Едмонтон, Канада                 | Мексика                  | 1:0     | 2:2       | Кваліфікація на ЧС-2010     |
| 12. | 30 червня 2009  | Окснард Колледж Соккер Філд, Окснард, США               | Гватемала                | 0:1     | 0:3       | Товариський матч            |
| 13. | 30 червня 2009  | Окснард Колледж Соккер Філд, Окснард, США               | Гватемала                | 0:3     | 0:3       | Товариський матч            |
| 14. | 3 липня 2009    | Хоум Діпо Сентер, Карсон, США                           | Ямайка                   | 1:0     | 1:0       | Золотий кубок КОНКАКАФ 2009 |
| 15. | 7 липня 2009    | Коламбус Крю Стедіум, Колумбус, США                     | Сальвадор                | 0:1     | 0:1       | Золотий кубок КОНКАКАФ 2009 |

## Досягнення
Канада
- Бронзовий призер Золотого кубку КОНКАКАФ: 2007